# Сервий Корнелий Цетег
Сервий Корнелий Цетег (на латински: Servius Cornelius Cethegus) е политик и сенатор на ранната Римска империя.

## Биография
Произлиза от клон Цетег на фамилията Корнелии.
През 24 г. Корнелий Цетег е консул заедно с Луций Визелий Варон. Към края на управлението на император Тиберий той е проконсул на провинция Африка (през 34/35 или 36/37 или 37/38 г.).